# Autobesidade
A obesidade veicular ou autobesidade é a tendência contemporânea de aumento do tamanho e peso dos automóveis. O peso médio dos carros vendidos na Europa aumentou 21% entre 2001 e 2022.

## Consequências
Entre as consequências do aumento de peso e tamanho dos carros estão:
- Pior qualidade do ar, mesmo com veículos elétricos, devido ao maior consumo de energia e à liberação de mais partículas provenientes de pneus e freios de veículos mais pesados.[4][5]
- Menor segurança viária, já que veículos mais pesados possuem maior energia cinética e veículos mais altos têm mais probabilidade de atingir a cabeça e o torso de pedestres, ou até mesmo não conseguir enxergar crianças pequenas abaixo do ângulo de visão do motorista.[6][7] Além disso, veículos maiores têm mais probabilidade de atropelar pedestres devido à pior visibilidade ao fazer curvas.[8]
- Problemas de estacionamento para outros veículos, já que não cabem em vagas de estacionamento típicas, ocupando várias delas.[9]
- Maior consumo de espaço público, promovendo cidades mais dispersas e criando uma maior dependência de energia e automóveis.[10]

## Explicações
Um motorista individual pode escolher um carro maior por razões de segurança pessoal, espaço ou conforto. No entanto, um carro maior representa uma ameaça à segurança de outros usuários, incentivando-os a escolher também carros maiores, gerando um círculo vicioso.

## Ações governamentais para combater a autobesidade
- A partir de 2024, Paris irá cobrar tarifas de estacionamento mais altas para os SUV.[12]

- Um relatório do Parlamento Europeu de 2023 propõe a introdução de uma nova categoria de carteira de motorista, "Categoria B+", para carros com peso superior a 1.800 quilos.[13]